# Elytrimitatrix fuscula
Elytrimitatrix fuscula es una especie de escarabajo longicornio del género Elytrimitatrix, familia Cerambycidae, orden Coleoptera. Fue descrita científicamente por Bates en 1885.

## Descripción
Mide 8,5-12,7 milímetros de longitud.

## Distribución
Se distribuye por México.